# Raymond Destin
Raymond Destin (ur. 1945 lub 1946, zm. 1 czerwca 2025) – martynikański trener piłkarski.

## Kariera trenerska
W 1993 prowadził narodową reprezentację Martyniki. Pierwszy trener z którym reprezentacja zdobyła Puchar Karaibów. W 2002 trenował RC Rivière-Pilote.

## Sukcesy i odznaczenia

### Sukcesy trenerskie
- zdobywca Puchar Karaibów: 1993
- 1 runda Złotego Pucharu CONCACAF: 1993
- finalista Pucharu Martyniki: 2002 (z RC Rivière-Pilote)